# جئورگی پروکوپنکو
جئورگی پروکوپنکو (به انگلیسی: Georgy Prokopenko) (زادهٔ ۲۱ فوریهٔ ۱۹۳۷ – درگذشتهٔ ۵ مهٔ ۲۰۲۱) شناگر اهل شوروی بود.